# Condor Soaring
Condor Soaring est un simulateur de vol à voile de conception slovène. Il s'apparente à "Silent Wing" un de ses prédécesseurs. Son objectif est de respecter, de manière très réaliste, les effets de l'aérologie et de la météorologie sur les réactions et le pilotage du planeur.